# Lucien Lessard
Pour les articles homonymes, voir Lessard.
Lucien Lessard, né le 22 février 1938 à Grandes-Bergeronnes (Québec) et mort le 28 février 2024 à Montréal, est un enseignant, homme d'affaires, administrateur public et homme politique québécois.
Il est député de la circonscription de Saguenay à l'Assemblée nationale du Québec de 1970 à 1982 et ministre dans le gouvernement de René Lévesque de 1976 jusqu'à son départ de la vie politique, en 1982.

## Biographie
Né le 22 février 1938 à Grandes-Bergeronnes (aujourd'hui Les Bergeronnes), sur la Côte-Nord, il étudie à l'Université Laval, où il obtient un baccalauréat en sciences sociales en 1960 et une maîtrise en science politique en 1962.
Il enseigne l'histoire et la géographie au Collège de Forestville de 1962 à 1967, à Hauterive de 1967 à 1970 et les sciences politiques au Cégep de Hauterive. Il est membre de l'exécutif du Syndicat des enseignants de la Côte-Nord de 1962 à 1968. Fondateur du Conseil d'orientation économique de la Côte-Nord en 1965. Conseiller technique de la Jeune chambre de commerce du Canada français en 1966 et 1967, et vice-président en 1967 et 1968. Membre directeur de la Société Saint-Jean Baptiste de la Côte Nord, il occupe plusieurs fonctions au sein du comité exécutif régional de la Fédération des enseignants du même endroit.

### Vie politique
Membre du Rassemblement pour l'indépendance nationale (RIN) depuis 1961, aux élections générales québécoises de 1966, il se présente comme candidat du Ralliement national (RN) dans Saguenay, parti politique qu'il avait fondé avec Marc-André Bédard et Jean Garon, mais est défait par Pierre-Willie Maltais du Parti libéral du Québec. 
Un des fondateurs du Parti québécois en 1968, il sera élu député de ce parti politique dans la même circonscription lors des élections générales québécoises de 1970. C'est au cours de ces élections que le Parti québécois est représenté pour la première fois à l'Assemblée nationale du Québec. En plus de Lucien Lessard, six autres députés péquistes sont élus. Il est réélu lors des élections générales québécoises de 1973, 1976 et 1981. 
Aux élections de 1976 et de 1981, le Parti québécois fait élire une majorité de députés et accède au pouvoir. Dans le gouvernement René Lévesque, il sera ministre des Travaux publics et de l'Approvisionnement du 26 novembre 1976 au 6 juillet 1977, ministre des Transports du 26 novembre 1976 au 21 septembre 1979 et ministre du Loisir, de la Chasse et de la Pêche du 21 septembre 1979 au 2 septembre 1982. Il démissionne comme député le 9 novembre 1982.
À titre de ministre des Transports, on lui doit l'inscription de la devise « Je me souviens » sur les plaques d'immatriculation du Québec, sur une initiative de l'historien et alors simple député (mais plus tard ministre des Affaires culturelles), Denis Vaugeois. Dans la foulée de l'application de Charte de la langue française nouvellement adoptée, dite Loi 101, on lui doit également le remplacement du mot « stop » sur les panneaux de signalisation par le mot « arrêt ». Il développera aussi un programme de subventions aux municipalités afin de créer un réseau de pistes cyclables.
À titre de ministre du Loisir, de la Chasse et de la Pêche, en 1979, il dépose de projet de loi 78, créant la Régie de la sécurité dans les sports. Il signera également une première entente avec les autochtones concernant la répartition de la ressource sur les rivières à saumon entre eux et les pêcheurs sportifs. Il créera aussi des pourvoiries gérées par l'entreprise privée pour rendre accessibles les ressources de l'île d'Anticosti.
Le 11 juin 1981, il ordonne ce qui sera appelé le « raid de Restigouche » où 500 policiers de la Sûreté du Québec et agents de la faune investissent la localité micmac de Listuguj afin de saisir les filets de pêche servant à la pêche du saumon dit illégale. Sur place, les policiers nient l'autorité du conseil de bande et procèdent à plusieurs arrestations sur la réserve, mais également sur la rivière. Neuf jours plus tard, une autre intervention de ce type est également ordonnée, vu la reprise de la pêche par les Micmacs. Celle-ci se solde par un échec, les accès à la réserve étant bloqués par les résidents. Il accepte également d'être questionné à ce sujet par la documentariste Alanis Obomsawin pour son film sur les événements, Les Événements de Restigouche.
Mais c'est à titre de député que son attention se tournera désormais, concernant la fusion des villes de Baie-Comeau et de Hauterive qu'il favorisera. Après cette fusion en 1982, il donnera sa démission en novembre de cette année-là.  
Après un bref séjour comme directeur d'une imprimerie, de 1983 à  2001, il sera directeur général du Centre local de services communautaires (CLSC) de Forestville.
Lucien Lessard meurt le 28 février 2024 à l'Hôpital général de Montréal, à l'âge de 86 ans,.

## Famille
Il est fils de Léon Lessard, commerçant et homme d'affaires, et de Marie Morin. Marié à l'institutrice Adrienne Brisson en 1962, il a trois enfants: Katia, François et Michel. 